# Мюр-де-Бретань
Мюр-де-Брета́нь (фр. Mûr-de-Bretagne, брет. Mur) — ассоциированная коммуна во Франции, находится в регионе Бретань. Департамент — Кот-д’Армор. Кантон Мюр-де-Бретань. Округ коммуны — Сен-Бриё.
В 2017 году объединилась с коммуной Сен-Гюэн в новую коммуну Герледан.
Код INSEE коммуны — 22158.

## География
Коммуна расположена приблизительно в 400 км к западу от Парижа, в 100 км западнее Ренна, в 39 км к юго-западу от Сен-Бриё.
Вдоль западной границы коммуны протекает река Блаве.

## Население
Население коммуны на 2008 год составляло 2094 человека.
| 1962 | 1968 | 1975 | 1982 | 1990 | 1999 | 2008 |
| ---- | ---- | ---- | ---- | ---- | ---- | ---- |
| 2125 | 2075 | 2105 | 2091 | 2049 | 2091 | 2094 |

## Администрация
| Период | Период | Фамилия    | Партия       | Примечания |
| ------ | ------ | ---------- | ------------ | ---------- |
| 1995   | 2008   | Ален Оффре | беспартийный | фермер     |
| 2008   | 2014   | Жорж Тийи  | беспартийный |            |

## Экономика
В 2007 году среди 1116 человек в трудоспособном возрасте (15—64 лет) 789 были экономически активными, 327 — неактивными (показатель активности — 70,7 %, в 1999 году было 67,2 %). Из 789 активных работали 744 человека (397 мужчин и 347 женщин), безработных было 45 (18 мужчин и 27 женщин). Среди 327 неактивных 89 человек были учениками или студентами, 148 — пенсионерами, 90 были неактивными по другим причинам.

## Достопримечательности
- Часовня Сент-Сюзан (XVIII век). Исторический памятник с 1952 года[3]
- Ферма Ликили (XVIII век). Исторический памятник с 1990 года[4]
- Галерея-мегалит (гробница коридорного типа) Коэ-Коррек (эпоха неолита). Исторический памятник с 1956 года[5]

## Фотогалерея

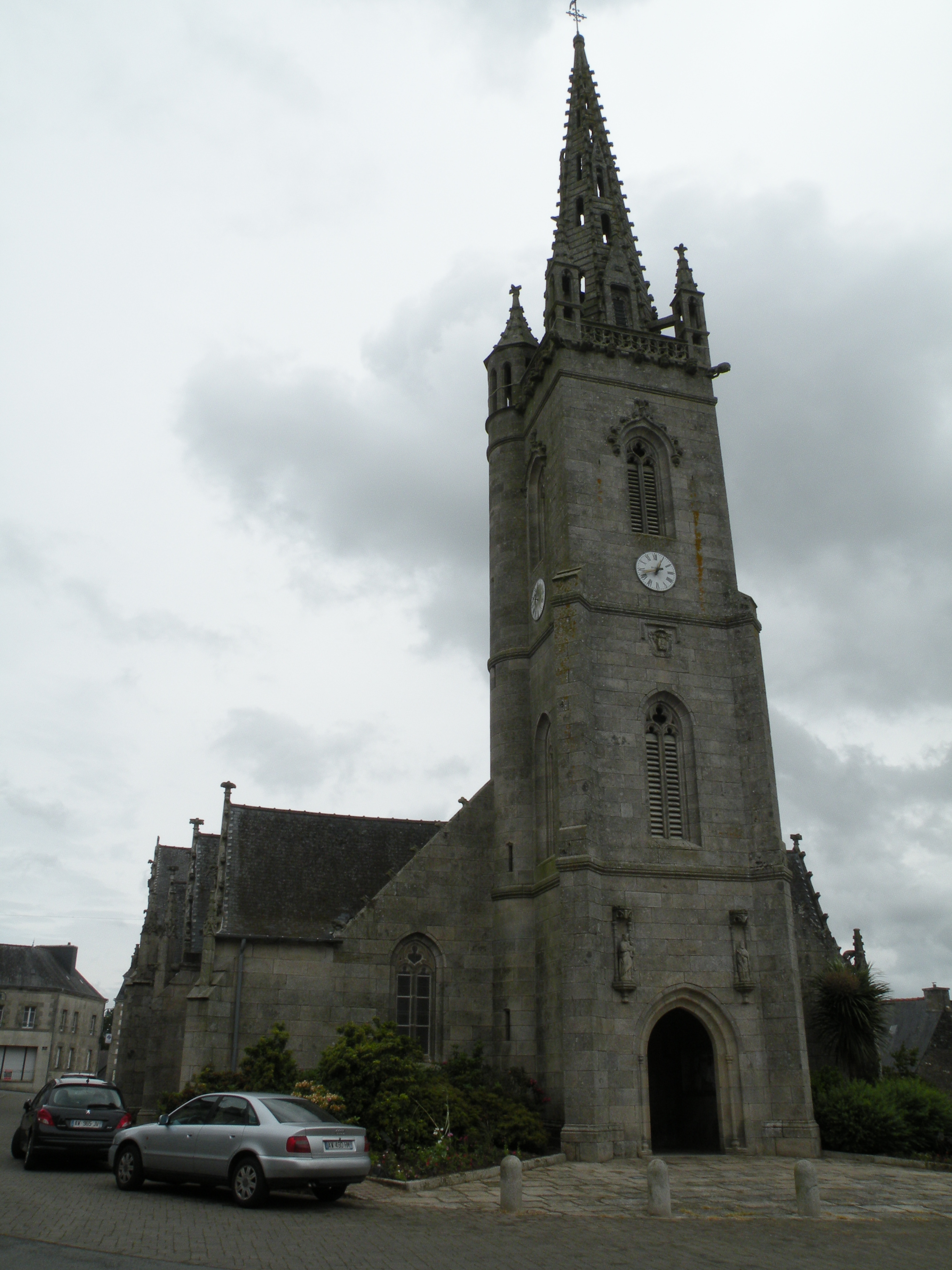
Церковь Св. Петра
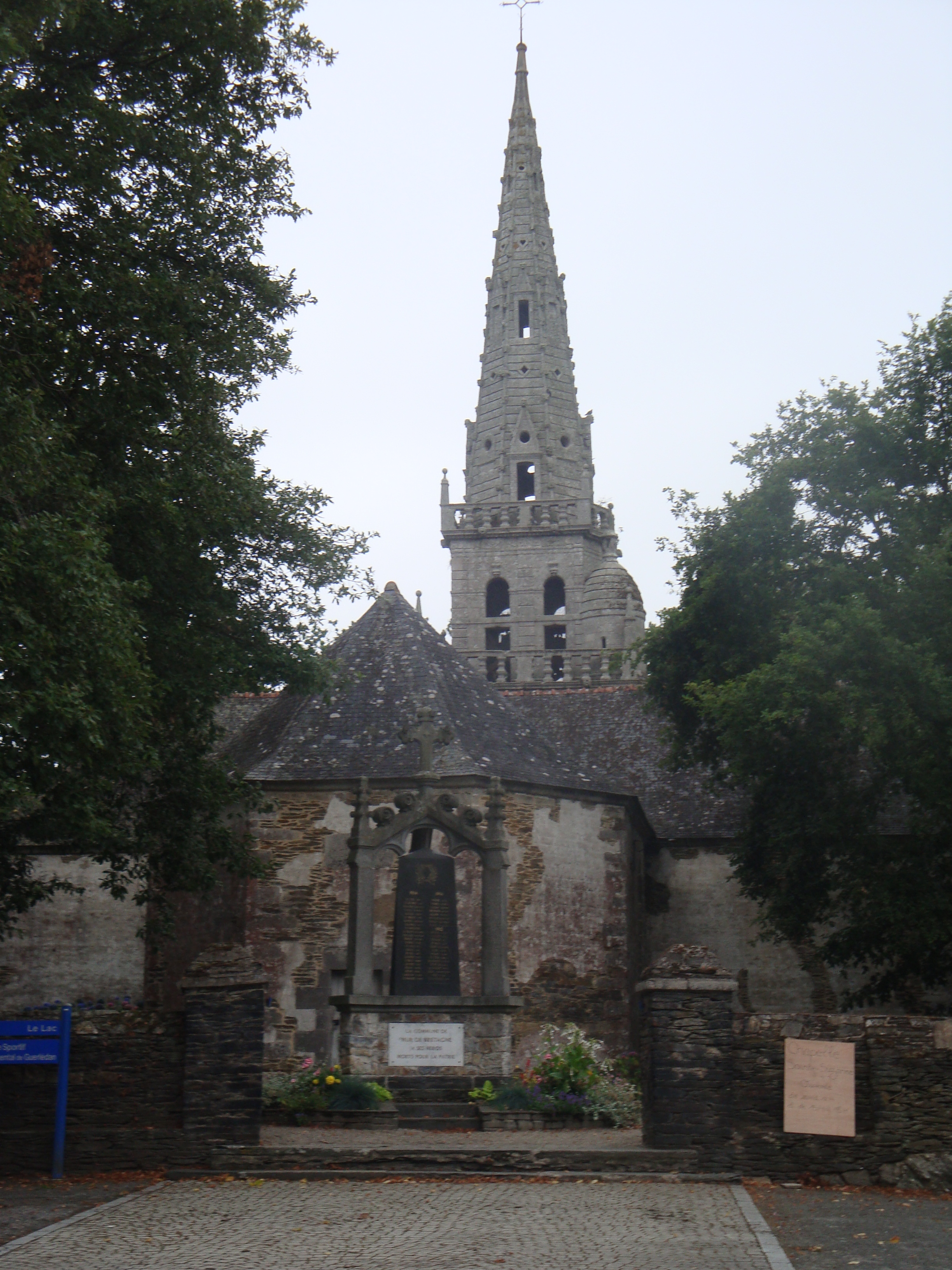
Часовня Сент-Сюзан
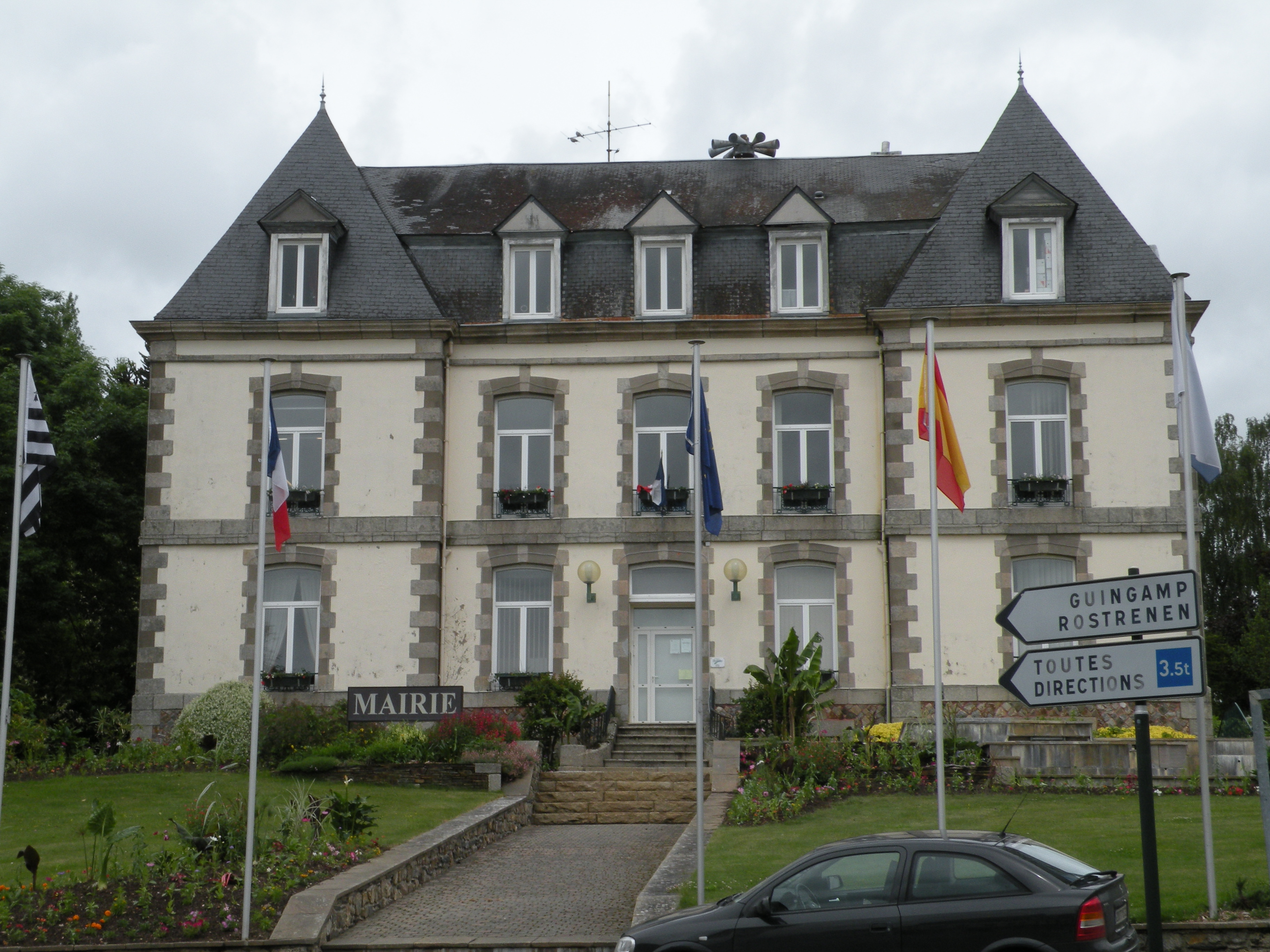
Мэрия
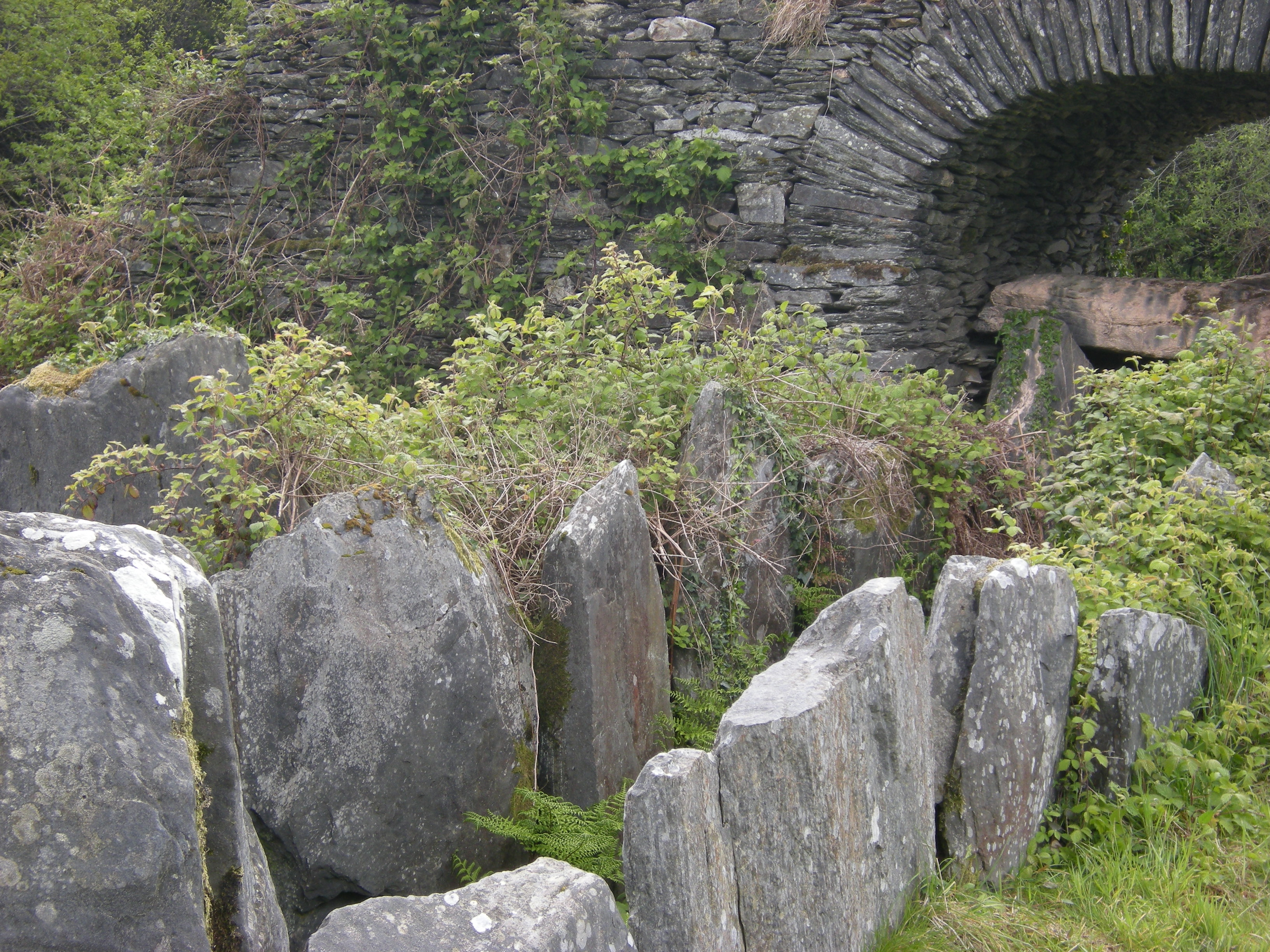
Галерея-мегалит